# Легені

Дихальна система людини

Леге́ні (лат. púlmo, pulmónes; грец. πνεύμων, трансліт. pneumon) — органи повітряного дихання у деяких риб (наприклад, дводишні), наземних хребетних і у людини. Легені розташовуються в передньому відділі порожнини тіла, а у ссавців і людини — в грудній порожнині, відокремленій від черевної порожнини діафрагмою. За допомогою легень здійснюється газообмін між повітрям у порожнині легень і кров'ю, що тече легеневими капілярами.

## Легені тварин

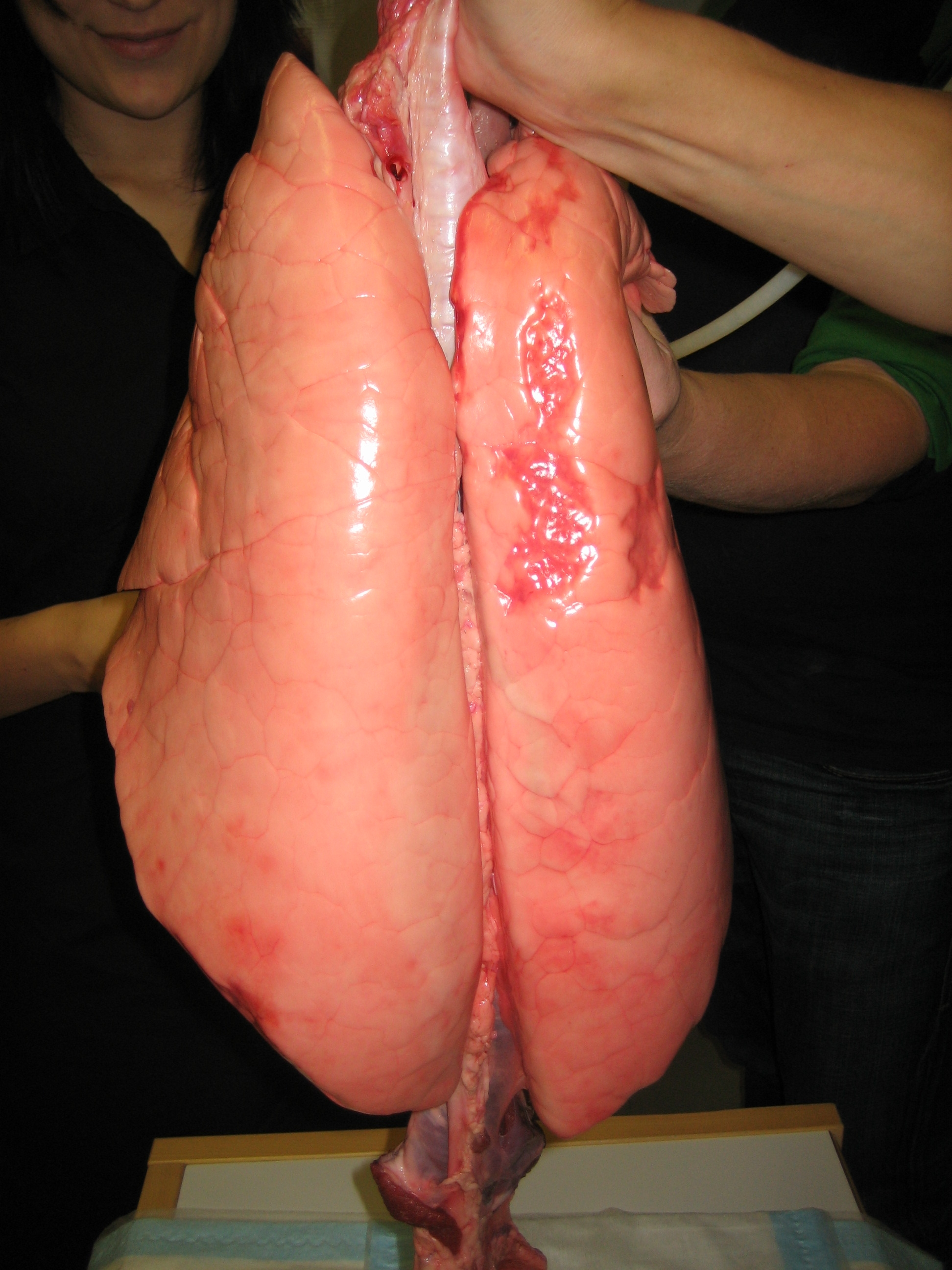
Легені свині, наповнені повітрям

У дводишних легені являють собою парні мішки з комірчастими стінками. Дихальна поверхня збільшується завдяки перекладинам, які вдаються у легеневу порожнину. У багатоперів легені також парні, однак гладкостінні.
Зазвичай легені хребетних тварин парні, однак у деяких земноводних, ящірок і змій тільки одна легеня, а безлегеневі саламандри взагалі не мають легень. Повітря в легені земноводних потрапляє завдяки особливим ритмічним скороченням дна ротової порожнини, при цьому відкривається гортанна щілина і закриваються ніздрі.
У птахів легені щільні, малорухомі, зрощені зі спинною стороною грудної клітки. Подвійну вентиляцію легень забезпечують повітряні мішки, утворені головними бронхами та деякими вторинними бронхами. Останні поєднуються між собою парабронхами, від яких радіально відходять бронхіоли, а ті в свою чергу розпадаються на мережу повітряних капілярів із густою мережею кровоносних капілярів.
У наземних хребетних легені закладаються, як і у риб, у вигляді парних випинань черевної стінки глотки. Легенева артерія забезпечує їх кров'ю. Зовні легені вкриває плевра. Повітря до легень надходить через гортань, трахеї і бронхи, встелені миготливим епітелієм.
У амніот процес легеневого дихання відбувається завдяки розширенню рухомої грудної клітки. У ссавців її розширенню додатково сприяє діафрагма, «гілки» розгалуженого бронхіального дерева переходять у бронхіоли, бронхіоли — в альвеолярні ходи, мішки (разом утворюють ацинус) і альвеоли, в яких власне і відбуваються газообмінні процеси. Ацинуси утворюють часточки легень, групи часточок — частки легень.
Іноді легенями називають органи повітряного дихання деяких безхребетних тварин: у легеневих молюсків — пронизану кровоносними судинами мантійну порожнину; у голотурій — вирости клоаки; у павукоподібних — мішкоподібні порожнини, похідні зябрових ніжок.

## Легені людини

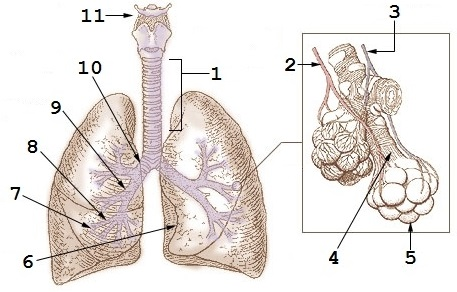
Схематичне зображень легень людини.
1: Трахея 2: Легенева артерія 3: Легенева вена 4: Альвеолярний хід 5: Альвеоли 6: Серцева вирізка лівої легені 7: Бронхіоли 8: Третинні бронхи 9: Вторинні бронхи 10: Головні бронхи 11: Гортань

### Органогенез
Легені людини закладаються на третьому тижні внутрішньоутробного розвитку. На четвертий тиждень виникають два бронхолегеневі зачатки, які розвинуться відповідно у бронхи і легені. Бронхіальне дерево формується від п'ятого тижня до четвертого місяця. На четвертому-п'ятому місяці закладаються дихальні бронхіоли, з'являються перші альвеоли і формуються ацинуси. До моменту народження кількість часток, сегментів, часточок відповідає кількості цих утворень у дорослої людини.
Однак розвиток легень триває і після народження. Впродовж першого року життя бронхіальне дерево збільшується в півтора-два рази. Наступний період інтенсивного росту відповідає статевому дозріванню. Поява нових розгалужень альвеолярних протоків закінчується в період від 7 до 9 років, альвеол — до 15—25 років. Об'єм легень до 20 років перевищує обсяг легень у новонародженого у 20 разів. Після 50 років починається поступова вікова інволюція легень, яка посилюється у віці понад 70 років.

### Анатомія
Легені людини мають вигляд конуса, верхівка якого обернена догори, а основа (лат. basis pulmonis) прилягає до діафрагми, спереду, збоку та ззаду — до грудної стінки, присередньо — до органів середостіння та до хребтового стовпа. Права легеня об'ємніша приблизно на 10 % за ліву, а також товстіша та коротша за неї. Вони вкриті оболонкою — плеврою.
Верхівка легень (лат. apex pulmonis) виступає над верхнім отвором грудної клітки, та знаходиться на рівні шийки I ребра ззаду і на 3 см вище реброво-груднинного синхондрозу I ребра спереду.
Легені мають опуклу реберну поверхню (іноді на легенях є відбитки від ребер), увігнуту діафрагмальну і серединну поверхню, обернену до серединної площини тіла. Ця поверхня називається медіастинальною (середостінною), та на ній знаходиться серцеве втиснення (лат. impressio cardiaca) та ворота легень(лат. hilus pulmonis). Основна частина серця розташована саме тут – зліва від серединної лінії. Всі органи, що розташовані між легенями посередині складають середостіння (лат. mediastinum).
Корінь легені (лат. radix pulmonis) складається з головного бронха, легеневої артерії, двох легеневих вен, а також бронхових артерій, вен, нервів, лімфатичних судин та бронхо-легеневих лімфовузлів. Взаєморозташування бронхів та великих судин у воротах обох легень відрізняється. У воротах лівої легені передньоверхнє положення займає легенева артерія, середнє — головний бронх, задньонижнє — легеневі вени (абревіатура зверху вниз АБВ). У воротах правої легені передньоверхнє положення займає бронх, середнє — артерія, задньонижнє — легеневі вени (абревіатура зверху вниз БАВ)
Легені складаються з часток, розділених глибокими вирізками. Права легеня більша за розміром і за об'ємом, вона має 3 частки, ліва — дві(зумовлено тим, що у лівій частині знаходиться серце). Частки легень — окремі, певною мірою ізольовані, анатомічно відокремлені ділянки легень з власним частковим судинно-нервовим комплексом. Частки легень діляться на бронхолегеневі сегменти. В кожному сегменті виділяють кілька дольок.
Середня висота лівої легені у чоловіків — 27,1 см і 21,6 см (у жінок), в той час як правої — 29,8 і 23 см відповідно. Середня маса однієї легені дорослого коливається від 374 до 1914 грамів. Загальна ємність коливається від 1290 до 4080 мл і в середньому становить 2680 мл.
У дітей тканина легень блідо-рожевого кольору. У дорослих тканина легень поступово темніє за рахунок часточок вугілля, пилу, які відкладаються у сполучнотканинній основі легень. Структура тканини легень має особливу будову, тому належать вони до паренхіматозних органів.

### Захворювання
Найпоширеніші захворювання дихальної системи — бронхіальна астма, бронхіт, які можуть давати ускладнення на легені, легеневе серце, пневмонія, рак легень.
Органи дихання людини і легені зокрема пошкоджуються при актиномікозі, аспергільозі, грипі, кандидозі, ГРВІ, коронавірусній хворобі, туберкульозі, сифілісі та інших інфекційних хворобах. При СНІДі в легенях часто виникає пневмоцистоз.
Паразитарні хвороби, які уражають легені —  альвеококоз, аскаридоз, метастронгільоз, парагонімоз, стронгілоїдоз, парагонімоз, томінксоз, тропічна легенева еозинофілія, шистосомоз, ехінококоз тощо.
Серед інших патологічних процесів зустрічаються різні вади розвитку легень (агенезія, аплазія, гіпоплазія, вроджена локалізована Емфізема легень і т. д.), нориці, пневмопатії, кісти), спадково обумовлені захворювання (наприклад, муковісцидоз) і т. д. Пошкодження судин грудної стінки може зумовити гемоторакс, а пошкодження легеневої тканини — пневмоторакс. Відповіддю легень на шкідливі частки або гази може стати хронічне обструктивне захворювання легень.
Розвитку багатьох захворювань легень сприяють куріння, отруєння вихлопними газами, робота на шкідливому виробництві. Зокрема «запилення» легень призводить до пневмоконіозів, антракозу, силікозу